# Susana Martín Gijón
Susana Martín Gijón (Sevilla, 1981) es una escritora y guionista española, especialista en novela negra. Es la creadora del personaje de la policía Annika Kaunda, una agente de origen namibio afincada en Extremadura y protagonista de varias novelas, así como de Camino Vargas, la famosa inspectora de Homicidios sevillana.

## Biografía y trayectoria
Martín Gijón se licenció en Derecho y se especializó en relaciones internacionales y derechos humanos. Desde muy temprana edad se aficionó a la lectura y también a escribir algunos relatos. Su inclinación por la novela negra le llegó por influencia de su madre y abuela, grandes seguidoras de este género.
Comenzó a desarrollar su carrera de escritora compatibilizándola con su trabajo como asesora jurídica. Entre otros puestos, ha ocupado el de directora general del Instituto de la Juventud de Extremadura, entre el 2007 y el 2011, Presidenta del Comité contra el Racismo, la Xenofobia y la Intolerancia o Responsable de Derechos de la Confederación de asociaciones Autismo España.
Colabora en plataformas nacionales e internacionales como la Asociación por la Igualdad de Género en la Cultura Clásicas y Modernas y la Red de Mujeres Jóvenes Africanas y Españolas.
Participó como jurado en diversos certámenes y concursos literarios como el de microrrelatos Alza tu voz contra la trata de mujeres y niñas; Tú también tienes algo que decir contra la violencia de género; en el certamen literario para personas mayores, Experiencia y Vida o el de Mujeres y Libros.
Después de varios años formando parte de la directiva de la Asociación de Escritores Extremeños, fue elegida presidenta en diciembre de 2019, cargo que ocupó durante dos años.

## Obra literaria
Las creaciones de Martín Gijón narran historias y también retratan su mirada particular del mundo, denunciando algunas injusticias y poniendo el acento en lo que considera que lo merece.
Es la autora de la saga policiaca Más que cuerpos, que se inició en 2013 con la novela titulada con el mismo nombre, cuya trama se desarrolla en Extremadura, con saltos al pasado en Francia y la antigua Yugoslavia. En esta primera novela nos presenta a Annika Kaunda, la protagonista de la saga, policía de origen namibio y especialista en temas de género que se las verá con una red criminal de tráfico de mujeres con fines de explotación sexual, así como con un caso de violencia de género en una joven pareja. Otros muchos temas están presentes: homosexualidad y bisexualidad, amistad, la muerte, el exilio y el trato que tuvieron los españoles que cruzaron la frontera de los Pirineos o la industria farmacéutica.
La serie continúa con Desde la eternidad (2014), donde Annika Kaunda ha ascendido y es ya ‘oficial’ en la comisaría en la que trabaja en Mérida, gracias a la resolución del importante caso que investigó y cerró felizmente en Más que cuerpos. Su vida personal ha realizado un cambio importante y parece que la vida le sonríe, a pesar de su inestable jefe. Pero la maldad no hace vacaciones y en un spa, a todas luces idílico y que recrea unas termas romanas, aparece asesinado a puñaladas el propietario del balneario. Por si fuera poco, un alto cargo del gobierno de Extremadura será gravemente herido en un acto público y aunque todos los rumores apuntan hacia que la agresión tiene su origen en la crispación de los ciudadanos ante la crisis y los recortes, la oficial Annika Kaunda desconfiará y verá posibles vínculos entre los dos crímenes.
Dos años después, en 2016, publicó Vino y pólvora, la tercera entrega de la saga en la que nos encontramos tres tramas bien separadas. De un lado, Annika tendrá que enfrentarse a un nuevo crimen, en esta ocasión de un empresario de Almendralejo, famoso en el mundo del vino, que aparece muerto violentamente en su casona de Torremejía (el pueblo pacense donde Cela situaba La familia de Pascual Duarte) al mismo tiempo que es denunciada la desaparición de una niña rumana cuyos familiares trabajan como vendimiadores para la bodega del fallecido. Kaunda tendrá que averiguar si existe relación entre ambos enigmas, pero no podrá contar en esta ocasión con la ayuda de su compañero Bruno, a quien sus orígenes conducen directamente a un poderoso capo de la Camorra napoletana. Así, el discurso narrativo de la obra bascula entre Nápoles y Extremadura, amén de los breves excursos por territorios surafricanos a través de los cuales conocemos algo más del pasado de nuestra protagonista. Manuel Pecellín calificó esta obra de trepidante, "la estructura recuerda el discurso del cine de acción. Como se encadenan los fotogramas que trepidan, se suceden aquí los pasajes múltiples que componen la novela, transitándose a veloz ritmo de un escenario a otro (...) Susana Martín conduce hábilmente a los lectores por las diversas tramas, urdidas con sabia distribución del suspense, hasta el imprevisto desenlace".
También en 2016 se publicaron dos novelas cortas en las que la metaficción juega un papel predominante. Pensión Salamanca y Destino Gijón, situadas respectivamente en el Congreso de Novela y Cine Negro de Salamanca y en la Semana Negra de Gijón. En ellas, Annika Kaunda debe resolver sendos crímenes junto con la propia autora, con la que va trazando amistad sin siquiera sospechar que es la creadora de sus propias historias.
Como señala Javier Morales, "a Martín Gijón podríamos emparentarla con los autores de la novela negra mediterránea, los Camillieri, Márkaris, Andreu Martín, Eugenio Fuentes en Extremadura y su detective Cupido, entre otros, con el eco aún cercano de Vázquez Montalbán".
En 2017 se publicó la siguiente obra de la serie bajo el título Expediente Medellín.
Sus novelas tienen como escenario lugares periféricos, centrándose en especial en pueblos y ciudades de la comunidad extremeña.
La crítica citó la trilogía Más que cuerpos entre las diez novelas negras más recomendables y como un ejemplar dentro del género policial y thriller español.
En 2020, Martín Gijón comenzó una nueva serie policiaca con la publicación de Progenie dentro de la colección Negra Alfaguara, de la casa editorial Penguin Random House. Esta saga tiene Sevilla como escenario principal y su protagonista principal es Camino Vargas, jefa accidental del Grupo de Homicidios en la ciudad. Progenie vendió más de veinte mil ejemplares en su primer año de publicación y fue nominado a varios premios de novela negra.
En 2021 se publicó Especie, la segunda entrega de las aventuras de Camino Vargas, también de la mano de Alfaguara y PRH, ampliamente reconocida por la crítica y los lectores.La tercera novela de la trilogía, Planeta, se publicó a principios de 2022. La primera edición se agotó en menos de 24 horas.
La Babilonia, 1580 se publicó en 2023, su proyecto literario más complejo y ambicioso, según sus propias palabras.La trama de este thriller histórico transcurre en el año 1580, en Sevilla, en la época de máximo esplendor como capital del comercio entre el Nuevo y Viejo Mundo.

## Novelas
- Más que cuerpos. Sevilla, Anantes, 2013.
- Desde la eternidad. Sevilla, Anantes, 2014.
- Náufragos, finalista del Premio Felipe Trigo y del Premio La Trama. Badajoz, Editora Regional de Extremadura, 2015.
- Vino y pólvora. Sevilla, Anantes, 2016.
- Pensión Salamanca. Sevilla, Anantes, 2016.
- Destino Gijón. Sevilla, Anantes, 2016.
- Expediente Medellín. Sevilla, Anantes, 2017.
- Progenie, Barcelona, Alfaguara, 2020.
- Especie, Barcelona, Alfaguara, 2021.
- Planeta, Barcelona, Alfaguara, 2021.
- La Babilonia, 1580, Barcelona, Alfaguara, 2023.

## Filmografía
- La novia gitana, 2022 (como guionista)
- La red púrpura, 2023 (como guionista)

## Premios
Ha recibido los siguientes reconocimientos, galardones y nominacionesː
- Premio CordoBlack a la Mejor Novela ambientada en Córdoba/Andalucía, en la edición de 2022.[25]

- Premio Avuelapluma de las Letras 2021.[26]
- Premio Cubelles Noir 2018 mejor novela negra escrita en castellano por Expediente Medellín (Editorial Anantes)

- Premio II Concurso de Relatos Policiacos Granada Noir, con el relato Confesiones. (2016)[27][28]

- Primer premio en el Certamen de Relatos para la Igualdad del Círculo de Bellas Artes de Tenerife, con el relato Un día en mi mundo al revés. (2016)[29]

- Finalista Certamen Literario Felipe Trigo XXXIV edición.[30]

## Publicaciones sobre su obra
Entre las publicaciones (comunicaciones de congresos universitarios, artículos de publicaciones académicas, etc.) que abordan la obra de Martín Gijón, destaca Spanish and Latin American Women’s Crime Fiction in the New Millennium. From Noir to Gris, con el capítulo Female Victims, Heroines, and Law Enforcers: The Polyphony of Identities in Susana Martín Gijón’s Novels, escrito por Eva París-Huesca.